# ポップマン
ポップマンは、かつて吉本興業大阪本部で活動していた日本のお笑いコンビ。NSC大阪校40期出身。2018年4月1日結成。大阪市鶴見区住みます芸人。2020年12月18日解散。

## メンバー
西本 尚貴（にしもと なおき、1994年6月10日（30歳） - ）
ツッコミ担当。
愛媛県宇和島市出身。愛媛県立宇和島南中等教育学校、香川大学教育学部を卒業後にNSCへ大阪校40期生として入学。
小学校、中学校教諭（社会科）、高等学校教諭（地理歴史）の教員免許を所持しているが卒業後に「これから40年間、先生として働くのがピンとこなかった」という理由でNSCに入った。
社会科の教員免許を持ち地理が好きということもあり、地球儀を回す仕草から好きな芸人としてゴー☆ジャスを挙げている。
解散後は「にしもとサイクル」と改名し、東京へ進出。同期の町田晶洋との「カンガルーリゾートホテル」、1年後輩の中沖光佑（現・なかおきアンシコースケー）との「じゃいあんづ」を経て、6年後輩の西本ペダルとコンビ「西本サイクル」を結成（同時に芸名を「西本サドル」へ再改名した）。

加藤 聖也（かとう せいや、 1996年7月28日（28歳）- ）
ボケ・ネタ作り担当。
大阪府鶴見区出身、東大阪大学短期大学部卒業。
保育士、幼稚園教諭2級、ベビーシッター、コミュニケーション心理アドバイザーの資格を持っている。
高校時代の2014年、「ハイスクールマンザイ」で準決勝まで進出した経験を持つ。
2005年にM-1グランプリで優勝したブラックマヨネーズに憧れ、芸人を志す。
NSC在学中にR-1グランプリ2018にも出場し、1回戦敗退。
解散後は「かとうスムージー」と改名し、同期のコヤマダとコンビ「国道アリス」を結成。鶴見区住みます芸人を継続している。

## 来歴
- NSC大阪校40期出身の同期によるコンビで、NSCの相方探しの授業にて結成。共に「M-1グランプリを獲りたくてこの世界に入った」と野心を持っている[3]。
- 同期97組によるネタの勝ち抜き大会「NSC大ライブOSAKA2018」で優勝を果たし、首席で卒業となる。決勝大会でMCを務めたたむらけんじから「（西本の）ツッコミがうまい。あとはボケの精度を上げていけば」と評された[3]。また優勝特典として、2018年4月4日放送の『本能Z』にNSC東京校23期を首席で卒業した魔人無骨（現・令和ロマン）と共に出演[14]。
- 2018年5月11日に行われた「Kakeru翔チャレンジバトル」を2回目の挑戦で勝ち抜き、当時で史上最速の芸歴2カ月でよしもと漫才劇場に所属[10]。2018年から2019年3月までNSC大阪校40期出身において唯一の劇場所属であったが、2019年3月の翔チャレンジバトルの結果劇場メンバーに残留できず、以降はオーデションライブ「UP TO YOU!」に出演していた[15]。
- NSC在学中にM-1グランプリ2017に出場、2回戦進出[1]。M-1グランプリ2018[16]〜2019[17] は3回戦進出。
- 2019年10月、解散した美たんさんの後任として大阪府鶴見区住みます芸人に任命された[2]。

## エピソード
- コンビ名は、加藤が好きなアーティスト・スキマスイッチのライブ『POPMAN’S CARNIVAL』に由来[2]。

## 出囃子
Hump Back「拝啓、少年よ」

## 出演番組など

### テレビ
- 本能Z（CBC、2018年4月4日）-「NSC大ライブOSAKA 2018」の優勝特典として出演[14]
- ひめDON!（NHK松山放送局、2019年9月6日）

### ラジオ
- NSCの時間（Yes・fm、2018年7月23日[18]）
- 祇園のNEXT芸人コレクション!（ラジオ大阪、2018年7月31日）
- サヤカノスタジオシー（エフエムあまがさき、2018年12月1日）
- WEST SIDE JUNK（Yes・fm 2018年10月15日、2020年1月6日[19]）
- オンスト（Yes・fm 2018年11月13日、2019年4月16日・7月10日・12月30日）

### ネット番組
- メッセンジャーあいはらの芸人やるのも楽じゃない（YouTubeLIVE）
- ポップマンの拝啓、プリマ旦那様（YouTubeLIVE、2018年6月21日）
- 令和の誓い（YouTube南海放送チャンネル、2019年5月1日）
- アキナのホビーナイト（SHOWROOM、2019年8月5日）

## ライブ
- 『ポップマンのホームパーティー』（道頓堀ZAZA POCKET'S）- 主催ライブ
  - 2018年12月10日 -（ゲスト：きんめ鯛、チャンプチョップ）
  - 2019年2月20日 - チャプター2（ゲスト：滝音、ドーナツ・ピーナツ）
  - 2019年4月16日 - チャプター3（ゲスト：エンペラー、ちからこぶ）
- 『萬歳ｰまんざいｰ』 エジソン、チャンプチョップとのユニットライブ
  - 萬歳-まんざい-2019年9月1日/道頓堀ZAZA POCKET'S
  - 萬歳-あがき-2019年10月4日/道頓堀 ZAZA POCKET'S
  - 萬歳-喜劇-2019年12月4日/道頓堀 ZAZA BOX
- 『勝流拳～ギラギラちゃんたちの初夏～』（2019年6月8日/道頓堀ZAZA POCKET'S）
  - 天才ピアニスト、丸亀じゃんごとの合同ライブ。